# Elbridge G. Lapham
Elbridge G. Lapham (Farmington, 1814. október 18. – Canandaigua, 1890. január 8.) az Amerikai Egyesült Államok szenátora (New York, 1881–1885).